# Эпиталамий-идиллия
«Эпиталамий-идиллия» — условное название стихотворения римского поэта Гая Валерия Катулла, включённого в состав посмертного сборника («Книги Катулла Веронского») под номером 62. Стихотворение представляет собой стилизацию под греческие народные песни, исполнявшиеся на свадьбах: в нём происходит перекличка двух хоров, юношей и девушек, когда пир в доме отца невесты уже закончился, а невеста ещё не вышла к собравшимся, чтобы с ними отправиться в дом жениха. До Катулла в этом жанре работали Феокрит и другие александрийские поэты.
«Эпиталамий-идиллия» — единственное стихотворение Катулла, текст которого сохранился не только в составе веронской рукописи. Он был включён в антологию латинской лирики IX века, известную как «рукопись де Ту».